# 25492 Firnberg
A 25492 Firnberg (ideiglenes jelöléssel 1999 XF85) a Naprendszer kisbolygóövében található aszteroida. A LINEAR projekt keretében fedezték fel 1999. december 7-én.